# 橘樹郡
- 令制国一覧 > 東海道 > 武蔵国 > 橘樹郡
- 日本 > 関東地方 > 神奈川県 > 橘樹郡

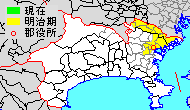
神奈川県橘樹郡の範囲

橘樹郡（たちばなぐん）は、神奈川県（武蔵国）にあった郡。

## 郡域
1878年（明治11年）に行政区画として発足した当時の郡域は、概ね下記の区域にあたる。
- 横浜市
  - 鶴見区、神奈川区の全域
  - 西区の一部（同年に設置された横浜区に属した区域[1]を除く）
  - 保土ケ谷区の一部（上星川、川島町以北および今井町を除く）
  - 港北区の一部（新羽町、北新横浜、新吉田東、高田東、高田町以西を除く）
- 川崎市
  - 川崎区、幸区、中原区、高津区、宮前区、多摩区の全域
  - 麻生区の一部（金程、高石、百合丘、東百合丘以東）

### 隣接していた郡
行政区画として発足した当時に隣接していた郡は以下の通り。
- 東京府 ： 荏原郡
- 神奈川県 ： 南多摩郡、北多摩郡、荏原郡、都筑郡、久良岐郡、鎌倉郡

## 原始
縄文時代
- 子母口貝塚（子母口公園、富士見台）が形成される。
- 神庭遺跡（井田山）が形成される。

弥生時代
- 梶ヶ谷神明社上遺跡が形成される。
- 影向寺・野川神明社周辺の遺跡が形成される。
- 井田伊勢台遺跡（井田山）が形成される。

## 古代
古墳時代
- 橘樹郡の多摩川周辺各所に古墳が築造される（現在の川崎市多摩区、高津区、中原区の主に台地に点在する[2]）。前期は南部周辺に方墳や円墳が、中後期は北部周辺に横穴墓の築造が増える傾向にある。蟹ヶ谷古墳群（神庭遺跡）では前方後円墳が一基見つかっている。
- 534年、武蔵国造の乱後に献上された4つの屯倉のうちの1つ橘花屯倉は、当郡の御宅郷付近(現在の神奈川県川崎市幸区北加瀬から同県の横浜市港北区日吉付近)と推測される。

飛鳥・奈良時代（7世紀以降）

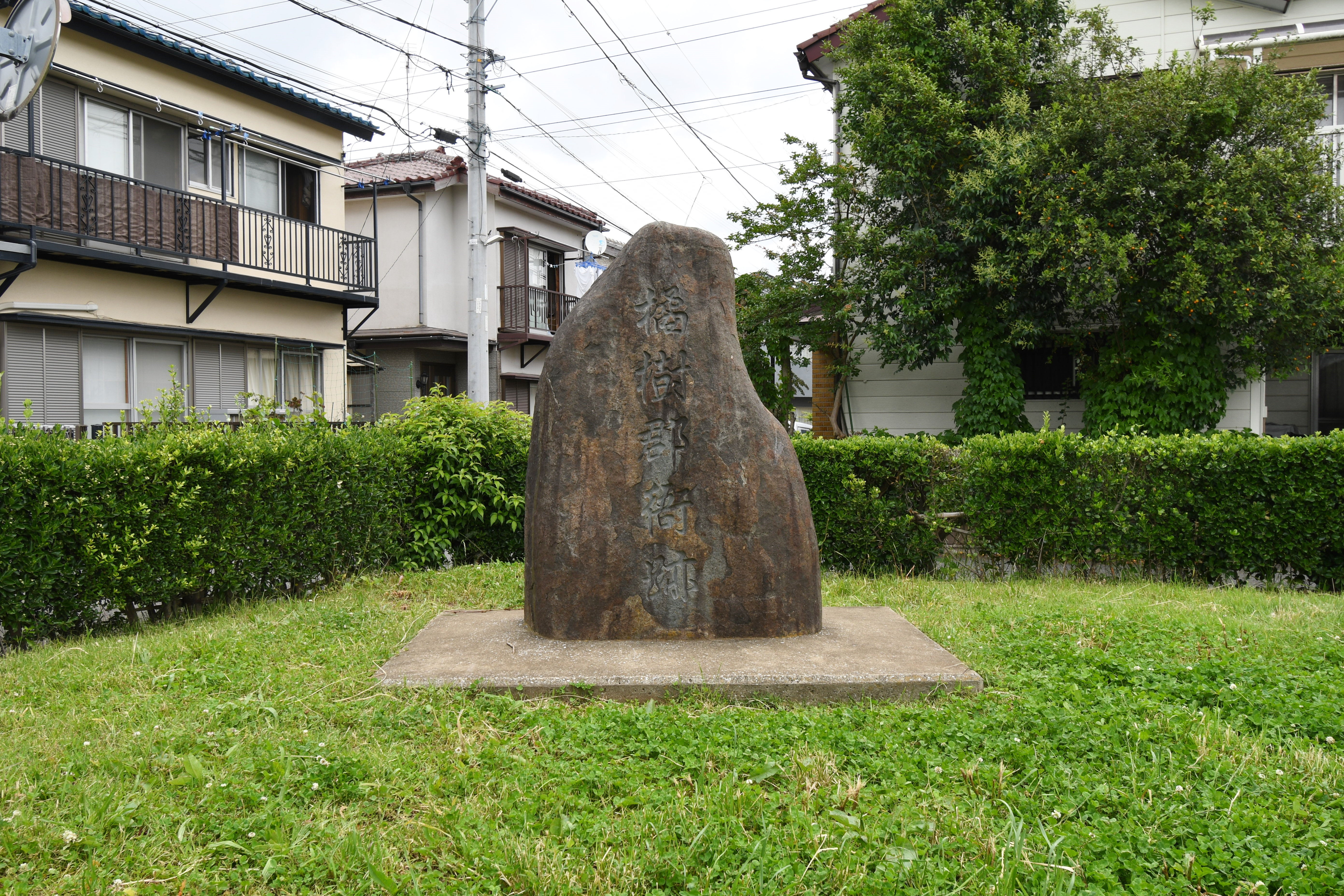
橘樹郡衙跡碑（橘樹官衙正倉遺跡、千年伊勢山台北遺跡）

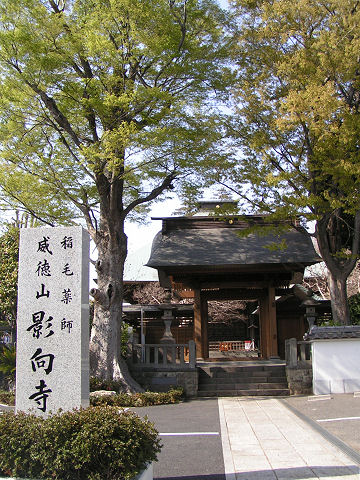
影向寺(2005年4月9日撮影)

- 大和政権の統治下、律令制の下で国・郡（評）・郷の行政区画が整備される。この地域は武蔵国橘樹郡となった。
- 橘樹官衙遺跡群の発掘により、郡衙は影向寺（宮前区野川）から高津区千年（影向寺の東方400m）へ延びる台地上に配置され、橘樹郡の政治中心地だっと推定される[3]。正倉と見られる千年伊勢山台北遺跡も見つかっている。
- 影向寺が創建された。遺跡が発掘されており[4]、それ以前の豪族の私寺が橘樹郡設置時に郡寺となり整備された可能性も高い[3]。馬絹古墳が築造された。
- 当初は4つの郷(橘樹(たちばな)郷:影向寺一帯、高田郷:横浜市港北区の高田町一帯、御宅(みやけ)郷:加瀬白山古墳のある北加瀬・南加瀬一帯、県守(あがたもり)郷:津田山周辺)が置かれ、後に駅家郷(高津区末長周辺)が加わった[5](現在の地名への比定は高橋a2000, p.94-95)。
- 多摩川を挟んで北に隣接する荏原郡との交通路は、古来の渡河地点の丸子の渡し（郡衙の東4km）で多摩川を渡った。
- 橘樹郡から武蔵国府（現在の府中市）へ繋がる府中街道が多摩川南岸の低地に整備された。橘樹郡の多摩川南岸の低地は穀倉地帯として開発され[6]、条里制区画の痕跡が残る。
- 奈良時代には都に通じる官道の東海道が郡衙の近くを通り（ほぼ現在の大山街道もしくは中原街道に沿う）、郡衙の近くには小高駅が置かれた。小高駅と大井駅（荏原郡）との間は古来通りに丸子の渡しで多摩川を渡った[7]。
- 足柄道（後の矢倉沢往還・大山街道）が官道として利用されはじめる。
- 中原街道が形成されはじめる。

## 中世
鎌倉時代
- 秩父平氏の流れをくみ源頼朝の御家人となった稲毛三郎重成（いなげさぶろうしげなり、- 1205(元久 2)年）が、桝形城に拠点を構え、北部一帯を治めるようになる。なお、現在の川崎市北部地域は摂関家の荘園であり、その荘官として治めたともいわれる。この頃より江戸時代まで、橘樹郡北部は稲毛領（いなげりょう、または「稲毛荘」）と呼ばれるようになる。
- 現在の川崎市南部地域は河崎領（かわさきりょう）などと呼ばれており、秩父党および横山党の諸勢力が拠点を置く。
- 現在の鶴見区周辺は鶴岡八幡宮の社領であり、「鶴見郷」または「大山郷」と呼ばれる。

室町時代
- 後北条氏による所領の記録「小田原衆所領役帳」に、星川（橘樹郡・都筑郡、かつては久良岐郡に属したとも言われる）、仏向、程ヶ谷（保土ヶ谷）など当郡内の地名が記載されており、当時の当郡内は後北条氏の家臣により分割統治されていたと推定されている。

## 江戸時代
- 東海道が整備され、川崎宿、神奈川宿、保土ヶ谷宿が置かれる。
- 中原街道が東海道の脇往還として再整備される。
- 足柄道に沿って矢倉沢往還（大山街道）が整備され、二子・溝口宿が置かれる。
- 1597年（慶長2年） - 徳川家康の命により、小泉次大夫が二ヶ領用水の建設に着手。
- 1601年（慶長6年） - 東海道に神奈川宿、保土ヶ谷宿が置かれる。
- 1611年（慶長16年） - 二ヶ領用水完成。以降、橘樹郡北部（現在の鶴見区以北。稲毛領37村、川崎領23村、計二千町歩）は二ヶ領用水により潤されて新田開発が進み、「稲毛米」と呼ばれる上質な米を産した。また、ほぼ同時期に上流地域（現在の多摩区の一部）を潤す大丸用水が造られたと推定されており、二ヶ領用水と同様に新田開発に貢献する。
- 1623年（元和9年） - 東海道に川崎宿が置かれ、五十三次が揃う。
- 1675年（延宝3年） - 子母口蓮乗院の庚申塔が建てられる。
- 1690年（元禄3年） - 菅村が幕府の天領となり、多摩郡より橘樹郡に編入。当時の橘樹郡北部地域は幕府の天領となっていた。
- 1694年（元禄7年） - 影向寺の本堂が建てられる（現存）。
- 1794年（享保9年） - 田中休愚（たなかきゅうぐ）が二ヶ領用水を全面改修。
- 1821年（文政4年） - 二ヶ領用水の水を巡り、溝口水騒動が起こる。
- 1853年（嘉永6年） - 長尾村の鈴木藤助（すずきとうすけ）が黒船来航事件を契機に『鈴木藤助日記』を書き始める。

## 明治以降
行政の変遷については「沿革」で後述する。
- 1871年（明治4年） - 横浜郵便役所開設。川崎、保土ヶ谷の各街道宿には民間委託の郵便取扱所が設置される。
- 1872年（明治5年） - 川崎駅、神奈川駅（1928年の横浜駅移設時に廃止）が開業。
- 1873年（明治6年）
  - 培根学舎（橘小学校の前身）、程谷学舎（保土ヶ谷小学校の前身）、二子学舎（光明寺）などが各地に開かれてゆき、近代初等教育制度が整備されはじめる。
  - 横浜水道が開設される。
- 1914年（大正3年） - 浅野総一郎が現在の鶴見区付近の東京湾埋め立てをはじめる。以降、1926年（大正15年）には鶴見臨海鉄道（現在のJR鶴見線）一部区間を開業させるなど、京浜工業地帯の礎を築いてゆくとともに、海岸線の姿は大きく変貌してゆく。
- 1927年（昭和2年）3月9日 - 南武鉄道（現在のJR南武線）川崎 - 登戸間が開業し、旅客および多摩川の砂利輸送を開始。なお、登戸 - 稲田堤 - 大丸（南多摩郡、現在の南多摩駅付近）間も同年中に開業している。
- 1933年（昭和8年） - 東京府（当時）による小河内ダム建設計画に対して紛議が起こり、ダム建設と引き替えに橘樹郡・川崎市側の多摩川からの取水量が上積み確保される。
- 1934年（昭和9年）2月12日 - 「多摩川砂利採掘取締方法」による取締りが施行される。
- 1936年（昭和11年）2月1日 - 二子橋より下流での採掘は全面禁止となった。以降、砂利輸送を行ってきた周辺鉄道の貨物輸送や枝線などが廃止・再編されてゆく。

### 近代以降の沿革
- 「旧高旧領取調帳」に記載されている明治初年時点での支配は以下の通り。●は村内に寺社領が、○は寺社除地[8]が存在。幕府領は、神奈川奉行所、代官・松村忠四郎（長為）支配所、代官・古賀一平支配所（南加瀬村・矢上村のみ）が管轄した。全域が寺社領となっている各村のほとんどが増上寺領。（11町122村）[9]

| 知行   | 知行                   | 村数     | 村名 |
| ------ | ---------------------- | -------- | --- |
| 幕府領 | 幕府領（神奈川奉行所） | 5町 9村  | 芝生村、藤江新田、岡野新田、保土ヶ谷町、岩間町、●神戸町、帷子町、●神奈川村（神奈川宿のうち神奈川町を指す）、青木村（神奈川宿のうち青木町を指す）、新猟師町（神奈川宿のうち）、新宿村、生麦村、○子安村（実際には1872年まで東子安村・西子安村）、鶴見村 |
| 幕府領 | 幕府領（松村支配所）   | 3町 58村 | 下星川村、仏向村、坂本村、和田村、三枚橋村、片倉村、六角橋村、神太寺村、○東寺尾村、西寺尾村、北寺尾村、白幡村、馬場村、●上末吉村、下末吉村、南綱島村、北綱島村、●大曽根村、樽村、小土呂町、砂子町、新宿町、久根崎村（久根崎町を指す）、中島村、●堀之内村、渡田村、大島村、●池上新田、●川中島村、池上義村（詳細不明）、大師河原村、田辺新田、下新田村、潮田村、小野新田、菅沢村、南河原村、上平間村、苅宿村、蟹ヶ谷村、藤田新田、溝ノ口村、二子村、久地村、諏訪河原村、北見方村、宮内村、●小杉村、●上丸子村、●子母口村、梶ヶ谷村、平村、長尾村、上作延村、天真寺新田、○上菅生村、○五段田村、●宿河原村、堰村、●○菅村、中野島村 |
| 幕府領 | 旗本領                 | 25村     | 羽沢村、岸之根村、●鳥山村、菊名村、獅子ヶ谷村、●箕輪村、●矢向村、江ヶ崎村、●小倉村、中平間村（中丸子村の誤記か）、●今井村、木月村、●駒林村、久本村、新城村、●下小田中村、岩川村、久末村、清沢村、●新作村、○末長村、土橋村、高石村、細山村、金程村 |
| 幕府領 | 幕府領・旗本領         | 19村     | 下菅田村、●小机村、篠原村、大豆戸村、駒岡村、●太尾村、●小田村、市場村、○井田村、南加瀬村、矢上村、●駒ヶ橋村、下作延村、●上小田中村、●○野川村（上野川村・下野川村の増上寺領を除く区域と野川新田（野川村新田）の総称）、馬絹村、有馬村、○下菅生村、●登戸村 |
| その他 | 寺社領                 | 15村     | 師岡村、小向村、稲荷新田、鹿島田村、塚越村、古川村、戸手村、明津村、今井村、市ノ坪村、北加瀬村、下平間村、上野川村、下野川村、坂戸村 |

- 慶応4年
  - 3月19日（1868年4月11日） - 神奈川奉行が新政府軍に接収されて横浜裁判所となり、当郡全域を管轄。ただし、旧松村支配所管轄地域の一部事務は引き続き両支配所が扱った。
  - 4月20日（1868年5月12日） - 横浜裁判所が神奈川裁判所に改称。内務は管下の戸部裁判所が担当した。
  - 6月17日（1868年8月5日） - 神奈川裁判所が神奈川府に改称。
  - 7月10日（1868年8月27日） - 旧幕府代官の松村長為が武蔵知県事に就任。一部事務を引き続き担当。
- 明治元年9月21日（1868年11月5日） - 神奈川府が神奈川県に改称。
- 明治2年2月9日（1869年3月21日） - 武蔵知県事の一部事務を品川県が引き継ぐ。
- 明治4年11月14日（1871年12月25日） - 全域が神奈川県の管轄となる。
- 1874年（明治7年） - 大区小区制施行。
- 1875年（明治8年）（11町115村）
  - 10月29日 - 多摩郡中野島村の所属郡が本郡に変更[11]。
  - 清沢村・岩川村が合併して千歳村となる。
  - 上野川村・下野川村・野川村新田が合併して野川村となる。
  - 下菅生村・天真寺新田が合併して菅生村となる。
  - 上菅生村・五段田村が合併して生田村となる。
  - 新宿村・東子安村・西子安村が合併して子安村となる。
  - 川中島村・稲荷新田が大師河原村に、藤江新田が岡野新田にそれぞれ編入。
- 1878年（明治11年）11月18日 - 郡区町村編制法の神奈川県での施行により、行政区画としての橘樹郡が発足。郡役所が神奈川町（現神奈川区神奈川本町）に置かれる。

### 町村制以降の沿革
- 1889年（明治22年）

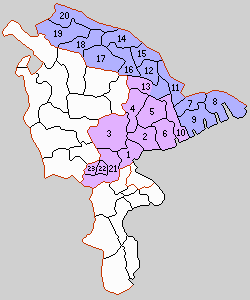
1.神奈川町 2.子安村 3.小机村 4.大綱村 5.旭村 6.生見尾村 7.川崎町 8.大師河原村 9.田島村 10.町田村 11.御幸村 12.住吉村 13.日吉村 14.高津村 15.中原村 16.橘村 17.向丘村 18.宮前村 19.生田村 20.稲田村 21.保土ケ谷町 22.宮川村 23.矢崎村（青：川崎市 紫：横浜市）

  - 3月31日 - 下記の町村の統合が行われる。（3町20村）
    - 神奈川町 ← 青木町、神奈川町（現・横浜市神奈川区）、芝生村（現・横浜市西区）
    - 子安村 ← 子安村、白幡村、西寺尾村（現・横浜市神奈川区）
    - 小机村 ← 岸根村、小机村、鳥山村（現・横浜市港北区）、下菅田村、羽沢村、三枚橋村、片倉村、六角橋村、神大寺村（現・横浜市神奈川区）
    - 大綱村 ← 大豆戸村、篠原村、菊名村、樽村、大曽根村、太尾村、南綱島村、北綱島村（現・横浜市港北区）
    - 旭村 ← 獅子ヶ谷村、駒岡村、上末吉村、下末吉村、北寺尾村、馬場村、東寺尾村［一部］、西寺尾村［一部］（現・横浜市鶴見区）、師岡村（現・横浜市港北区）
    - 生見尾村 ← 生麦村、鶴見村、東寺尾村、馬場村［一部］（現・横浜市鶴見区）
    - 川崎町 ← 久根崎町、新宿町、砂子町、小土呂町、堀之内村、大島村［一部］、南河原村［一部］、中島村［一部］、大師河原村［一部］（現・川崎市川崎区）
    - 大師河原村 ← 大師河原村、池上新田、新宿町［一部］、砂子町［一部］、中島村［一部］（現・川崎市川崎区）
    - 田島村 ← 渡田村、大島村、下新田村、小田村、中島村、田辺新田、新宿町［一部］、堀之内村［一部］、大師河原村［一部］、菅沢村［一部］（現・川崎市川崎区）
    - 町田村 ← 市場村、潮田村、小野新田、矢向村、江ヶ崎村、菅沢村、小田村［一部］（現・横浜市鶴見区）
    - 御幸村 ← 塚越村、古川村、戸手村、小向村、下平間村、南河原村、新宿町［一部］、砂子町［一部］、堀之内村［一部］、矢向村［一部］（現・川崎市幸区）、上平間村、中丸子村、小杉村［一部］（現・川崎市中原区）
    - 住吉村 ← 今井村、木月村、市ノ坪村、苅宿村、井田村（現・川崎市中原区）、北加瀬村（現・川崎市幸区、中原区）
    - 日吉村 ← 鹿島田村、小倉村、南加瀬村（現・川崎市幸区）、駒林村、駒ケ橋村、矢上村、箕輪村（現・横浜市港北区）
    - 高津村 ← 溝口村、二子村、久地村、下作延村、久本村、諏訪河原村、北見方村、坂戸村（現・川崎市高津区）
    - 中原村 ← 上丸子村、小杉村、宮内村、上小田中村、下小田中村、新城村、中丸子村［一部］（現・川崎市中原区）
    - 橘村 ← 千歳村、新作村、子母口村、末長村、久末村、明津村、蟹ヶ谷村（現・川崎市高津区）
    - 向丘村 ← 上作延村、下作延村［一部］（現・川崎市高津区）、長尾村（現・川崎市多摩区）、平村、菅生村（現・川崎市宮前区）
    - 宮前村 ← 馬絹村、土橋村、有馬村、溝口村［一部］（現・川崎市宮前区）、梶ヶ谷村、野川村（現・川崎市宮前区、高津区）
    - 生田村 ← 金程村、高石村、細山村（現・川崎市麻生区）、生田村（現・川崎市多摩区、麻生区）
    - 稲田村 ← 登戸村、菅村、中野島村、宿河原村、堰村（現・川崎市多摩区）
    - 保土ケ谷町 ← 保土ケ谷町、神戸町、岩間町、帷子町（現・横浜市保土ケ谷区）、岡野新田（現・横浜市西区）
    - 宮川村 ← 和田村、下星川村（現・横浜市保土ケ谷区）
    - 矢崎村 ← 仏向村、坂本村（現・横浜市保土ケ谷区）

  - 4月1日 - 上記3町20村が町村制を施行。
- 1892年（明治25年）2月5日 - 小机村が改称して城郷村となる。（3町20村）
- 1899年（明治32年）7月1日 - 郡制を施行。
- 1901年（明治34年）4月1日 - 神奈川町が横浜市に編入。郡役所が川崎町に移転。（2町20村）
- 1909年（明治42年）4月1日 - 宮川村・矢崎村が保土ケ谷町に編入。（2町18村）
- 1911年（明治44年）4月1日 - 子安村の一部（子安）が横浜市、一部（白幡）が大綱村、残部（西寺尾）が旭村に分割編入。（2町17村）
- 1912年（明治45年）4月1日 - 「東京府神奈川県境界変更ニ関スル法律」の施行により東京府との境界を多摩川に画定して対岸飛地を解消。下記の区域の所属郡を変更[12]。
  - 高津村（久地・諏訪河原・二子）・稲田村（宿河原）の各一部が東京府北多摩郡千歳村に編入。
  - 御幸村（上平間・小向）の各一部が東京府荏原郡矢口村に編入。
  - 東京府北多摩郡より、高津村が砧村（宇奈根）の一部、稲田村が調布町（布田）・狛江村（和泉）の各一部をそれぞれ編入。
  - 東京府荏原郡より、川崎町が六郷村（雑色・八幡塚）の各一部、大師河原村が羽田村（羽田・羽田猟師・鈴木新田）の各一部、御幸村が六郷村（古川・雑色・八幡塚）・矢口村（古市場・原）の各一部、高津村が玉川村（瀬田・下野毛）の各一部、中原村が調布村（下沼部・嶺）・玉川村（等々力）の各一部をそれぞれ編入。
- 1921年（大正10年）4月1日 - 生見尾村が町制施行・改称して鶴見町となる。（3町16村）
- 1923年（大正12年）
  - 1月1日 - 大師河原村が町制施行して大師町となる。（4町15村）
  - 4月1日
    - 郡会が廃止。郡役所は存続。
    - 町田村が町制施行・改称して潮田町となる。（5町14村）

  - 6月1日 - 田島村が町制施行して田島町となる。（6町13村）
- 1924年（大正13年）7月1日 - 川崎町・大師町・御幸村が合併して川崎市が発足し、郡より離脱。（4町12村）
- 1925年（大正14年）
  - 4月1日 - 潮田町が鶴見町に編入。（3町12村）
  - 5月10日 - 住吉村の一部（北加瀬）が日吉村に編入。残部が中原村と合併して中原町が発足。（4町10村）
- 1926年（大正15年）7月1日 - 郡役所が廃止。以降は地域区分名称となる。
- 1927年（昭和2年）
  - 4月1日（1町7村）
    - 田島町が川崎市に編入。
    - 横浜市の第3次市域拡張のため、鶴見町・旭村・大綱村・城郷村・保土ケ谷町が横浜市に編入。

  - 10月1日 - 横浜市が区制を施行し、旧橘樹郡域に以下の3区を設置。
    - 鶴見区 ← 旧鶴見町および旧旭村の一部（師岡を除く区域）
    - 神奈川区 ← 旧子安村、旧大綱村、城郷村および旧旭村の残部（師岡）、旧保土ケ谷町の一部（岡野新田）
    - 保土ケ谷区 ← 旧保土ケ谷町の残部（岡野新田を除く）
- 1928年（昭和3年）4月17日 - 高津村が町制施行して高津町となる。（2町6村）
- 1932年（昭和7年）6月1日 - 稲田村が町制施行して稲田町となる。（3町5村）
- 1933年（昭和8年）8月1日 - 中原町が川崎市に編入。（2町5村）
- 1937年（昭和12年）
  - 4月1日（1町4村）
    - 高津町が川崎市に編入。
    - 横浜市の第5次市域拡張により、日吉村の一部（下田・駒林・箕輪・矢上の矢上川以西・南加瀬の矢上川以西）が横浜市に編入され、神奈川区の一部となる。残部（鹿島田・北加瀬・小倉・南加瀬の矢上川以東・矢上の矢上川以東）は川崎市に編入。

  - 6月1日 - 橘村が川崎市に編入。（1町3村）
- 1938年（昭和13年）10月1日 - 稲田町・向丘村・宮前村・生田村が川崎市に編入。同日橘樹郡消滅。

### 変遷表
| 明治22年以前 | 明治22年4月1日 | 明治22年 - 大正15年                 | 明治22年 - 大正15年               | 昭和元年 - 昭和24年          | 昭和元年 - 昭和24年         | 昭和25年 - 現在 | 現在                           |
| ------------ | -------------- | ----------------------------------- | --------------------------------- | ---------------------------- | --------------------------- | --------------- | ------------------------------ |
| 小向村       | 御幸村         | 御幸村                              | 大正13年7月1日 川崎市             | 川崎市                       | 川崎市                      | 川崎市          | 川崎市                         |
| 小向村       | 御幸村         | 明治45年 東京府荏原郡矢口村に編入   | 明治45年 東京府荏原郡矢口村に編入 | 東京市蒲田区                 | 東京市蒲田区                | 東京都大田区    | 東京都大田区                   |
| 中丸子村     | 御幸村         | 明治45年 東京府荏原郡矢口村に編入   | 明治45年 東京府荏原郡矢口村に編入 | 東京市蒲田区                 | 東京市蒲田区                | 東京都大田区    | 東京都大田区                   |
| 御幸村       | 御幸村         | 大正13年7月1日 川崎市               | 川崎市                            | 川崎市                       | 川崎市                      | 川崎市          |                                |
| 御幸村       | 御幸村         | 大正13年7月1日 川崎市               | 川崎市                            | 川崎市                       | 川崎市                      | 川崎市          | 塚越村                         |
| 御幸村       | 御幸村         | 大正13年7月1日 川崎市               | 川崎市                            | 川崎市                       | 川崎市                      | 川崎市          | 古川村                         |
| 御幸村       | 御幸村         | 大正13年7月1日 川崎市               | 川崎市                            | 川崎市                       | 川崎市                      | 川崎市          | 戸手村                         |
| 御幸村       | 御幸村         | 大正13年7月1日 川崎市               | 川崎市                            | 川崎市                       | 川崎市                      | 川崎市          | 上平間村                       |
| 御幸村       | 御幸村         | 大正13年7月1日 川崎市               | 川崎市                            | 川崎市                       | 川崎市                      | 川崎市          | 下平間村                       |
| 御幸村       | 御幸村         | 大正13年7月1日 川崎市               | 川崎市                            | 川崎市                       | 川崎市                      | 川崎市          | 南河原村                       |
| 久根崎町     | 川崎町         | 大正13年7月1日 川崎市               | 川崎市                            | 川崎市                       | 川崎市                      | 川崎市          | 川崎町                         |
| 新宿町       | 川崎町         | 大正13年7月1日 川崎市               | 川崎市                            | 川崎市                       | 川崎市                      | 川崎市          | 川崎町                         |
| 砂子町       | 川崎町         | 大正13年7月1日 川崎市               | 川崎市                            | 川崎市                       | 川崎市                      | 川崎市          | 川崎町                         |
| 小土呂町     | 川崎町         | 大正13年7月1日 川崎市               | 川崎市                            | 川崎市                       | 川崎市                      | 川崎市          | 川崎町                         |
| 堀ノ内村     | 川崎町         | 大正13年7月1日 川崎市               | 川崎市                            | 川崎市                       | 川崎市                      | 川崎市          | 川崎町                         |
| 大師河原村   | 大師河原村     | 大正13年7月1日 川崎市               | 川崎市                            | 川崎市                       | 川崎市                      | 川崎市          | 大正12年1月1日 町制改称 大師町 |
| 池上新田     | 大師河原村     | 大正13年7月1日 川崎市               | 川崎市                            | 川崎市                       | 川崎市                      | 川崎市          | 大正12年1月1日 町制改称 大師町 |
| 大島村       | 田島村         | 大正12年6月1日 町制                 | 大正12年6月1日 町制               | 川崎市                       | 川崎市                      | 川崎市          | 昭和2年4月1日 川崎市に編入     |
| 中島村       | 田島村         | 大正12年6月1日 町制                 | 大正12年6月1日 町制               | 川崎市                       | 川崎市                      | 川崎市          | 昭和2年4月1日 川崎市に編入     |
| 渡田村       | 田島村         | 大正12年6月1日 町制                 | 大正12年6月1日 町制               | 川崎市                       | 川崎市                      | 川崎市          | 昭和2年4月1日 川崎市に編入     |
| 小田村       | 田島村         | 大正12年6月1日 町制                 | 大正12年6月1日 町制               | 川崎市                       | 川崎市                      | 川崎市          | 昭和2年4月1日 川崎市に編入     |
| 下新田村     | 田島村         | 大正12年6月1日 町制                 | 大正12年6月1日 町制               | 川崎市                       | 川崎市                      | 川崎市          | 昭和2年4月1日 川崎市に編入     |
| 田辺新田     | 田島村         | 大正12年6月1日 町制                 | 大正12年6月1日 町制               | 川崎市                       | 川崎市                      | 川崎市          | 昭和2年4月1日 川崎市に編入     |
| 溝口村       | 高津村         | 高津村                              | 高津村                            | 昭和3年4月17日 町制          | 川崎市                      | 川崎市          | 昭和12年4月1日 川崎市に編入    |
| 二子村       | 高津村         | 高津村                              | 高津村                            | 昭和3年4月17日 町制          | 川崎市                      | 川崎市          | 昭和12年4月1日 川崎市に編入    |
| 久地村       | 高津村         | 高津村                              | 高津村                            | 昭和3年4月17日 町制          | 川崎市                      | 川崎市          | 昭和12年4月1日 川崎市に編入    |
| 久本村       | 高津村         | 高津村                              | 高津村                            | 昭和3年4月17日 町制          | 川崎市                      | 川崎市          | 昭和12年4月1日 川崎市に編入    |
| 諏訪川原村   | 高津村         | 高津村                              | 高津村                            | 昭和3年4月17日 町制          | 川崎市                      | 川崎市          | 昭和12年4月1日 川崎市に編入    |
| 北見方村     | 高津村         | 高津村                              | 高津村                            | 昭和3年4月17日 町制          | 川崎市                      | 川崎市          | 昭和12年4月1日 川崎市に編入    |
| 坂戸村       | 高津村         | 高津村                              | 高津村                            | 昭和3年4月17日 町制          | 川崎市                      | 川崎市          | 昭和12年4月1日 川崎市に編入    |
| 下作延村     | 高津村         | 高津村                              | 高津村                            | 昭和3年4月17日 町制          | 川崎市                      | 川崎市          | 昭和12年4月1日 川崎市に編入    |
| 向丘村       | 向丘村         | 向丘村                              | 向丘村                            | 昭和13年10月1日 川崎市に編入 | 川崎市                      | 川崎市          |                                |
| 向丘村       | 向丘村         | 向丘村                              | 向丘村                            | 昭和13年10月1日 川崎市に編入 | 川崎市                      | 川崎市          | 上作延村                       |
| 向丘村       | 向丘村         | 向丘村                              | 向丘村                            | 昭和13年10月1日 川崎市に編入 | 川崎市                      | 川崎市          | 長尾村                         |
| 向丘村       | 向丘村         | 向丘村                              | 向丘村                            | 昭和13年10月1日 川崎市に編入 | 川崎市                      | 川崎市          | 平村                           |
| 向丘村       | 向丘村         | 向丘村                              | 向丘村                            | 昭和13年10月1日 川崎市に編入 | 川崎市                      | 川崎市          | 菅生村                         |
| 千歳村       | 橘村           | 橘村                                | 橘村                              | 橘村                         | 川崎市                      | 川崎市          | 昭和12年6月1日 川崎市に編入    |
| 新作村       | 橘村           | 橘村                                | 橘村                              | 橘村                         | 川崎市                      | 川崎市          | 昭和12年6月1日 川崎市に編入    |
| 子母口村     | 橘村           | 橘村                                | 橘村                              | 橘村                         | 川崎市                      | 川崎市          | 昭和12年6月1日 川崎市に編入    |
| 末長村       | 橘村           | 橘村                                | 橘村                              | 橘村                         | 川崎市                      | 川崎市          | 昭和12年6月1日 川崎市に編入    |
| 久末村       | 橘村           | 橘村                                | 橘村                              | 橘村                         | 川崎市                      | 川崎市          | 昭和12年6月1日 川崎市に編入    |
| 明津村       | 橘村           | 橘村                                | 橘村                              | 橘村                         | 川崎市                      | 川崎市          | 昭和12年6月1日 川崎市に編入    |
| 蟹ヶ谷村     | 橘村           | 橘村                                | 橘村                              | 橘村                         | 川崎市                      | 川崎市          | 昭和12年6月1日 川崎市に編入    |
| 梶ヶ谷村     | 宮前村         | 宮前村                              | 宮前村                            | 宮前村                       | 川崎市                      | 川崎市          | 昭和13年10月1日 川崎市に編入   |
| 野川村       | 宮前村         | 宮前村                              | 宮前村                            | 宮前村                       | 川崎市                      | 川崎市          | 昭和13年10月1日 川崎市に編入   |
| 有馬村       | 宮前村         | 宮前村                              | 宮前村                            | 宮前村                       | 川崎市                      | 川崎市          | 昭和13年10月1日 川崎市に編入   |
| 馬絹村       | 宮前村         | 宮前村                              | 宮前村                            | 宮前村                       | 川崎市                      | 川崎市          | 昭和13年10月1日 川崎市に編入   |
| 土橋村       | 宮前村         | 宮前村                              | 宮前村                            | 宮前村                       | 川崎市                      | 川崎市          | 昭和13年10月1日 川崎市に編入   |
| 生田村       | 生田村         | 生田村                              | 生田村                            | 生田村                       | 川崎市                      | 川崎市          | 昭和13年10月1日 川崎市に編入   |
| 高石村       | 生田村         | 生田村                              | 生田村                            | 生田村                       | 川崎市                      | 川崎市          | 昭和13年10月1日 川崎市に編入   |
| 金程村       | 生田村         | 生田村                              | 生田村                            | 生田村                       | 川崎市                      | 川崎市          | 昭和13年10月1日 川崎市に編入   |
| 細山村       | 生田村         | 生田村                              | 生田村                            | 生田村                       | 川崎市                      | 川崎市          | 昭和13年10月1日 川崎市に編入   |
| 宿河原村     | 稲田村         | 稲田村                              | 稲田村                            | 昭和3年4月17日 町制          | 川崎市                      | 川崎市          | 昭和13年10月1日 川崎市に編入   |
| 堰村         | 稲田村         | 稲田村                              | 稲田村                            | 昭和3年4月17日 町制          | 川崎市                      | 川崎市          | 昭和13年10月1日 川崎市に編入   |
| 登戸村       | 稲田村         | 稲田村                              | 稲田村                            | 昭和3年4月17日 町制          | 川崎市                      | 川崎市          | 昭和13年10月1日 川崎市に編入   |
| 中野島村     | 稲田村         | 稲田村                              | 稲田村                            | 昭和3年4月17日 町制          | 川崎市                      | 川崎市          | 昭和13年10月1日 川崎市に編入   |
| 菅村         | 稲田村         | 稲田村                              | 稲田村                            | 昭和3年4月17日 町制          | 川崎市                      | 川崎市          | 昭和13年10月1日 川崎市に編入   |
| 小杉村       | 中原村         | 大正14年5月10日 中原村              | 大正14年5月10日 中原村            | 昭和8年8月1日 川崎市に編入   | 川崎市                      | 川崎市          | 川崎市                         |
| 上丸子村     | 中原村         | 大正14年5月10日 中原村              | 大正14年5月10日 中原村            | 昭和8年8月1日 川崎市に編入   | 川崎市                      | 川崎市          | 川崎市                         |
| 宮内村       | 中原村         | 大正14年5月10日 中原村              | 大正14年5月10日 中原村            | 昭和8年8月1日 川崎市に編入   | 川崎市                      | 川崎市          | 川崎市                         |
| 上小田中村   | 中原村         | 大正14年5月10日 中原村              | 大正14年5月10日 中原村            | 昭和8年8月1日 川崎市に編入   | 川崎市                      | 川崎市          | 川崎市                         |
| 下小田中村   | 中原村         | 大正14年5月10日 中原村              | 大正14年5月10日 中原村            | 昭和8年8月1日 川崎市に編入   | 川崎市                      | 川崎市          | 川崎市                         |
| 新城村       | 中原村         | 大正14年5月10日 中原村              | 大正14年5月10日 中原村            | 昭和8年8月1日 川崎市に編入   | 川崎市                      | 川崎市          | 川崎市                         |
| 木月村       | 住吉村         | 大正14年5月10日 中原村              | 大正14年5月10日 中原村            | 昭和8年8月1日 川崎市に編入   | 川崎市                      | 川崎市          | 川崎市                         |
| 苅宿村       | 住吉村         | 大正14年5月10日 中原村              | 大正14年5月10日 中原村            | 昭和8年8月1日 川崎市に編入   | 川崎市                      | 川崎市          | 川崎市                         |
| 今井村       | 住吉村         | 大正14年5月10日 中原村              | 大正14年5月10日 中原村            | 昭和8年8月1日 川崎市に編入   | 川崎市                      | 川崎市          | 川崎市                         |
| 市ノ坪村     | 住吉村         | 大正14年5月10日 中原村              | 大正14年5月10日 中原村            | 昭和8年8月1日 川崎市に編入   | 川崎市                      | 川崎市          | 川崎市                         |
| 井田村       | 住吉村         | 大正14年5月10日 中原村              | 大正14年5月10日 中原村            | 昭和8年8月1日 川崎市に編入   | 川崎市                      | 川崎市          | 川崎市                         |
| 北加瀬村     | 住吉村         | 大正14年5月10日 日吉村に編入        | 日吉村                            | 日吉村                       | 川崎市                      | 川崎市          | 昭和12年4月1日 川崎市に編入    |
| 小倉村       | 日吉村         | 日吉村                              | 日吉村                            | 日吉村                       | 川崎市                      | 川崎市          | 昭和12年4月1日 川崎市に編入    |
| 鹿島田村     | 日吉村         | 日吉村                              | 日吉村                            | 日吉村                       | 川崎市                      | 川崎市          | 昭和12年4月1日 川崎市に編入    |
| 南加瀬村     | 日吉村         | 日吉村                              | 日吉村                            | 日吉村                       | 川崎市                      | 川崎市          | 昭和12年4月1日 川崎市に編入    |
| 矢上村       | 日吉村         | 日吉村                              | 日吉村                            | 日吉村                       | 昭和12年4月1日 横浜市に編入 | 横浜市          | 横浜市                         |
| 駒林村       | 日吉村         | 日吉村                              | 日吉村                            | 日吉村                       | 昭和12年4月1日 横浜市に編入 | 横浜市          | 横浜市                         |
| 駒ケ橋村     | 日吉村         | 日吉村                              | 日吉村                            | 日吉村                       | 昭和12年4月1日 横浜市に編入 | 横浜市          | 横浜市                         |
| 箕輪村       | 日吉村         | 日吉村                              | 日吉村                            | 日吉村                       | 昭和12年4月1日 横浜市に編入 | 横浜市          | 横浜市                         |
| 子安村       | 子安村         | 明治44年4月1日 分割消滅             | 横浜市                            | 横浜市                       | 横浜市                      | 横浜市          | 横浜市                         |
| 西寺尾村     | 子安村         | 明治44年4月1日 分割消滅             | 横浜市                            | 横浜市                       | 横浜市                      | 横浜市          | 横浜市                         |
| 白幡村       | 子安村         | 明治44年4月1日 分割消滅             | 横浜市                            | 横浜市                       | 横浜市                      | 横浜市          | 横浜市                         |
| 神奈川町     | 神奈川町       | 明治34年4月1日 横浜市に編入         | 横浜市                            | 横浜市                       | 横浜市                      | 横浜市          | 横浜市                         |
| 青木町       | 神奈川町       | 明治34年4月1日 横浜市に編入         | 横浜市                            | 横浜市                       | 横浜市                      | 横浜市          | 横浜市                         |
| 芝生村       | 神奈川町       | 明治34年4月1日 横浜市に編入         | 横浜市                            | 横浜市                       | 横浜市                      | 横浜市          | 横浜市                         |
| 岡野新田     | 保土ヶ谷町     | 明治34年4月1日 横浜市に編入         | 横浜市                            | 横浜市                       | 横浜市                      | 横浜市          | 横浜市                         |
| 下岩間町     | 保土ヶ谷町     | 保土ヶ谷町                          | 明治44年4月1日 横浜市に編入       | 横浜市                       | 横浜市                      | 横浜市          | 横浜市                         |
| 程ヶ谷町     | 保土ヶ谷町     | 保土ヶ谷町                          | 保土ヶ谷町                        | 昭和2年4月1日 横浜市に編入   | 横浜市                      | 横浜市          | 横浜市                         |
| 上岩間町     | 保土ヶ谷町     | 保土ヶ谷町                          | 保土ヶ谷町                        | 昭和2年4月1日 横浜市に編入   | 横浜市                      | 横浜市          | 横浜市                         |
| 上神戸町     | 保土ヶ谷町     | 保土ヶ谷町                          | 保土ヶ谷町                        | 昭和2年4月1日 横浜市に編入   | 横浜市                      | 横浜市          | 横浜市                         |
| 下神戸町     | 保土ヶ谷町     | 保土ヶ谷町                          | 保土ヶ谷町                        | 昭和2年4月1日 横浜市に編入   | 横浜市                      | 横浜市          | 横浜市                         |
| 帷子町       | 保土ヶ谷町     | 保土ヶ谷町                          | 保土ヶ谷町                        | 昭和2年4月1日 横浜市に編入   | 横浜市                      | 横浜市          | 横浜市                         |
| 帷子田町     | 保土ヶ谷町     | 保土ヶ谷町                          | 保土ヶ谷町                        | 昭和2年4月1日 横浜市に編入   | 横浜市                      | 横浜市          | 横浜市                         |
| 帷子上町     | 保土ヶ谷町     | 保土ヶ谷町                          | 保土ヶ谷町                        | 昭和2年4月1日 横浜市に編入   | 横浜市                      | 横浜市          | 横浜市                         |
| 和田村       | 宮川村         | 明治42年4月1日 保土ヶ谷町に編入     | 保土ヶ谷町                        | 昭和2年4月1日 横浜市に編入   | 横浜市                      | 横浜市          | 横浜市                         |
| 下星川村     | 宮川村         | 明治42年4月1日 保土ヶ谷町に編入     | 保土ヶ谷町                        | 昭和2年4月1日 横浜市に編入   | 横浜市                      | 横浜市          | 横浜市                         |
| 仏向村       | 矢崎村         | 明治42年4月1日 保土ヶ谷町に編入     | 保土ヶ谷町                        | 昭和2年4月1日 横浜市に編入   | 横浜市                      | 横浜市          | 横浜市                         |
| 坂本村       | 矢崎村         | 明治42年4月1日 保土ヶ谷町に編入     | 保土ヶ谷町                        | 昭和2年4月1日 横浜市に編入   | 横浜市                      | 横浜市          | 横浜市                         |
| 生麦村       | 生見尾村       | 大正10年4月1日 町制改称 鶴見町      | 鶴見町                            | 昭和2年4月1日 横浜市に編入   | 横浜市                      | 横浜市          | 横浜市                         |
| 鶴見村       | 生見尾村       | 大正10年4月1日 町制改称 鶴見町      | 鶴見町                            | 昭和2年4月1日 横浜市に編入   | 横浜市                      | 横浜市          | 横浜市                         |
| 東寺尾村     | 生見尾村       | 大正10年4月1日 町制改称 鶴見町      | 鶴見町                            | 昭和2年4月1日 横浜市に編入   | 横浜市                      | 横浜市          | 横浜市                         |
| 潮田村       | 町田村         | 大正12年4月1日 町制改称 潮田町      | 大正14年4月1日 鶴見町に編入       | 昭和2年4月1日 横浜市に編入   | 横浜市                      | 横浜市          | 横浜市                         |
| 菅沢村       | 町田村         | 大正12年4月1日 町制改称 潮田町      | 大正14年4月1日 鶴見町に編入       | 昭和2年4月1日 横浜市に編入   | 横浜市                      | 横浜市          | 横浜市                         |
| 市場村       | 町田村         | 大正12年4月1日 町制改称 潮田町      | 大正14年4月1日 鶴見町に編入       | 昭和2年4月1日 横浜市に編入   | 横浜市                      | 横浜市          | 横浜市                         |
| 矢向村       | 町田村         | 大正12年4月1日 町制改称 潮田町      | 大正14年4月1日 鶴見町に編入       | 昭和2年4月1日 横浜市に編入   | 横浜市                      | 横浜市          | 横浜市                         |
| 江ケ崎村     | 町田村         | 大正12年4月1日 町制改称 潮田町      | 大正14年4月1日 鶴見町に編入       | 昭和2年4月1日 横浜市に編入   | 横浜市                      | 横浜市          | 横浜市                         |
| 小野新田     | 町田村         | 大正12年4月1日 町制改称 潮田町      | 大正14年4月1日 鶴見町に編入       | 昭和2年4月1日 横浜市に編入   | 横浜市                      | 横浜市          | 横浜市                         |
| 小机村       | 小机村         | 明治25年2月5日 改称 城郷村          | 明治25年2月5日 改称 城郷村        | 昭和2年4月1日 横浜市に編入   | 横浜市                      | 横浜市          | 横浜市                         |
| 鳥山村       | 小机村         | 明治25年2月5日 改称 城郷村          | 明治25年2月5日 改称 城郷村        | 昭和2年4月1日 横浜市に編入   | 横浜市                      | 横浜市          | 横浜市                         |
| 岸根村       | 小机村         | 明治25年2月5日 改称 城郷村          | 明治25年2月5日 改称 城郷村        | 昭和2年4月1日 横浜市に編入   | 横浜市                      | 横浜市          | 横浜市                         |
| 羽沢村       | 小机村         | 明治25年2月5日 改称 城郷村          | 明治25年2月5日 改称 城郷村        | 昭和2年4月1日 横浜市に編入   | 横浜市                      | 横浜市          | 横浜市                         |
| 下菅田村     | 小机村         | 明治25年2月5日 改称 城郷村          | 明治25年2月5日 改称 城郷村        | 昭和2年4月1日 横浜市に編入   | 横浜市                      | 横浜市          | 横浜市                         |
| 三枚橋村     | 小机村         | 明治25年2月5日 改称 城郷村          | 明治25年2月5日 改称 城郷村        | 昭和2年4月1日 横浜市に編入   | 横浜市                      | 横浜市          | 横浜市                         |
| 片倉村       | 小机村         | 明治25年2月5日 改称 城郷村          | 明治25年2月5日 改称 城郷村        | 昭和2年4月1日 横浜市に編入   | 横浜市                      | 横浜市          | 横浜市                         |
| 神大寺村     | 小机村         | 明治25年2月5日 改称 城郷村          | 明治25年2月5日 改称 城郷村        | 昭和2年4月1日 横浜市に編入   | 横浜市                      | 横浜市          | 横浜市                         |
| 六角橋村     | 小机村         | 明治25年2月5日 改称 城郷村          | 明治25年2月5日 改称 城郷村        | 昭和2年4月1日 横浜市に編入   | 横浜市                      | 横浜市          | 横浜市                         |
| 駒岡村       | 旭村           | （明治44年4月1日 子安村の一部併合） | 旭村                              | 昭和2年4月1日 横浜市に編入   | 横浜市                      | 横浜市          | 横浜市                         |
| 獅子ケ谷村   | 旭村           | （明治44年4月1日 子安村の一部併合） | 旭村                              | 昭和2年4月1日 横浜市に編入   | 横浜市                      | 横浜市          | 横浜市                         |
| 上末吉村     | 旭村           | （明治44年4月1日 子安村の一部併合） | 旭村                              | 昭和2年4月1日 横浜市に編入   | 横浜市                      | 横浜市          | 横浜市                         |
| 下末吉村     | 旭村           | （明治44年4月1日 子安村の一部併合） | 旭村                              | 昭和2年4月1日 横浜市に編入   | 横浜市                      | 横浜市          | 横浜市                         |
| 馬場村       | 旭村           | （明治44年4月1日 子安村の一部併合） | 旭村                              | 昭和2年4月1日 横浜市に編入   | 横浜市                      | 横浜市          | 横浜市                         |
| 北寺尾村     | 旭村           | （明治44年4月1日 子安村の一部併合） | 旭村                              | 昭和2年4月1日 横浜市に編入   | 横浜市                      | 横浜市          | 横浜市                         |
| 師岡村       | 旭村           | （明治44年4月1日 子安村の一部併合） | 旭村                              | 昭和2年4月1日 横浜市に編入   | 横浜市                      | 横浜市          | 横浜市                         |
| 南綱島村     | 大綱村         | （明治44年4月1日 子安村の一部併合） | 大綱村                            | 昭和2年4月1日 横浜市に編入   | 横浜市                      | 横浜市          | 横浜市                         |
| 北綱島村     | 大綱村         | （明治44年4月1日 子安村の一部併合） | 大綱村                            | 昭和2年4月1日 横浜市に編入   | 横浜市                      | 横浜市          | 横浜市                         |
| 樽村         | 大綱村         | （明治44年4月1日 子安村の一部併合） | 大綱村                            | 昭和2年4月1日 横浜市に編入   | 横浜市                      | 横浜市          | 横浜市                         |
| 大曽根村     | 大綱村         | （明治44年4月1日 子安村の一部併合） | 大綱村                            | 昭和2年4月1日 横浜市に編入   | 横浜市                      | 横浜市          | 横浜市                         |
| 太尾村       | 大綱村         | （明治44年4月1日 子安村の一部併合） | 大綱村                            | 昭和2年4月1日 横浜市に編入   | 横浜市                      | 横浜市          | 横浜市                         |
| 大豆戸村     | 大綱村         | （明治44年4月1日 子安村の一部併合） | 大綱村                            | 昭和2年4月1日 横浜市に編入   | 横浜市                      | 横浜市          | 横浜市                         |
| 菊名村       | 大綱村         | （明治44年4月1日 子安村の一部併合） | 大綱村                            | 昭和2年4月1日 横浜市に編入   | 横浜市                      | 横浜市          | 横浜市                         |
| 篠原村       | 大綱村         | （明治44年4月1日 子安村の一部併合） | 大綱村                            | 昭和2年4月1日 横浜市に編入   | 横浜市                      | 横浜市          | 横浜市                         |

## 行政
郡役所は神奈川町に設置され、神奈川町の横浜市編入後も同所にあった。
歴代郡長
特記以外は代数を含め『神奈川県史 別編1 人物』による。
| 代 | 氏名       | 就任年月日                 | 退任年月日                 | 備考                                   |
| -- | ---------- | -------------------------- | -------------------------- | -------------------------------------- |
| 01 | 松尾豊材   | 明治11年（1878年）11月18日 |                            |                                        |
| 02 | 増田知     |                            |                            |                                        |
| 03 | 中山信明   |                            |                            |                                        |
| 04 | 安達安民   |                            |                            |                                        |
| 05 | 白根鼎三   | 明治31年（1898年）5月11日  | 明治33年（1900年）12月23日 | （12月26日退任の資料あり）             |
| 06 | 松尾豊材   | 明治33年（1900年）12月23日 | 明治40年（1907年）4月15日  | 初代の再任（12月26日就任、前愛甲郡長） |
| 07 | 樋口忠五郎 | 明治40年（1907年）4月15日  | 明治42年（1909年）4月30日  |                                        |
| 08 | 三浦助一郎 | 明治42年（1909年）4月30日  | 明治44年（1911年）8月31日  | （8月30日就任）                        |
| 09 | 国松英太郎 | 明治44年（1911年）8月31日  | 明治45年（1912年）5月31日  | （8月30日就任）                        |
| 10 | 市村慶三   | 明治45年（1912年）5月31日  | 大正5年（1916年）1月10日   |                                        |
| 11 | 羽田格三郎 | 大正5年（1916年）1月17日   | 大正6年（1917年）8月25日   | （1月10日就任、前久良岐郡長）          |
| 12 | 隈元清世   | 大正6年（1917年）9月10日   | 大正10年（1921年）6月3日   | 前都筑郡長                             |
|    | 川島一郎   | 大正10年（1921年）7月13日  | 大正11年（1922年）5月5日   | 前都筑郡長                             |
|    | 武田巌作   | 大正11年（1922年）6月9日   | 大正12年（1923年）3月6日   | 前三浦郡長、死亡による退任             |
| 13 | 清水美登   |                            |                            |                                        |
| 14 | 伊東匡義   | 大正12年（1923年）3月20日  | 大正12年（1923年）3月31日  | 郡制廃止 前三浦郡長                    |
| 15 | 福本柳一   |                            | 大正15年（1926年）6月30日  | 郡役所廃止により、廃官                 |

## 関連文献
- 岡野欣之助 編『橘樹郡史談』木曽義比、1895年。NDLJP:764032。
- 岡野欣之助 編『橘樹郡史談』木曽義比、1896年。NDLJP:764033。